# Brunei na Mistrzostwach Świata w Lekkoatletyce 2009
Brunei na Mistrzostwach Świata w Lekkoatletyce 2009 – reprezentacja Brunei podczas czempionatu w Berlinie liczyła tylko 1 zawodnika, który wystąpił w biegu na 100 metrów.

## Występy reprezentantów Brunei

### Mężczyźni
- Bieg na 100 m
  - Mohamed Faisal Ahad z czasem 11,12 ustanowił swój rekord życiowy i zajmując 73. miejsce w eliminacjach nie awansował do kolejnej rundy